# Christian Kubusch
Christian Kubusch (* 26. April 1988 in Gera) ist ein ehemaliger deutscher Schwimmer.
Christian Kubusch trat für den SC Magdeburg an, vorher ging er für den SV Gera an den Start. Bei den Deutschen Meisterschaften 2008 in Berlin gewann er die Titel über 800 und 1500 m Freistil. Kubusch qualifizierte sich für die Olympischen Sommerspiele 2008 in Peking, konnte dort aber weder über 400 und 1500 m Freistil noch im 200-m-Staffelwettbewerb das Finale erreichen. Bei den Europameisterschaften 2010 in Budapest gewann Kubusch hinter dem Franzosen Sébastien Rouault über 800 m Freistil die Silbermedaille. Er verbesserte dabei den von ihm selbst gehaltenen deutschen Rekord auf 7:49,12 min. Nach seinem Umzug nach Potsdam beendete Kubusch im Jahr 2012 seine Profikarriere.
Kubusch war Angehöriger der Sportfördergruppe der Bundeswehr. Er studierte Internationales Management an der Universität Magdeburg und an der Universität Potsdam auf Lehramt.